# Mieszko Bolesławowic
Mieszko Bolesławowic (ca. 1069 – 7 januari 1089) was een Poolse prins uit het Huis der Piasten en enige zoon van koning Boleslaw II van Polen. De prins werd in 1079 de troonpretendent toen zijn vader werd afgezet en verbannen. Miezko keerde in 1086 terug uit zijn ballingschap in Hongarije en trouwde in 1088 met de Roetheense prinses Euphraxia van Toerov. Miezko erkende zijn oom Wladislaus I Herman van Polen als hertog van Polen en werd benoemd als zijn troonopvolger.
De prins werd op 7 januari 1089 in opdracht van de paltsgraaf Sieciech vergiftigd.